# Plantago eriopoda
Plantago eriopoda là một loài thực vật có hoa trong họ Mã đề. Loài này được Torr. miêu tả khoa học đầu tiên năm 1828.

## Hình ảnh

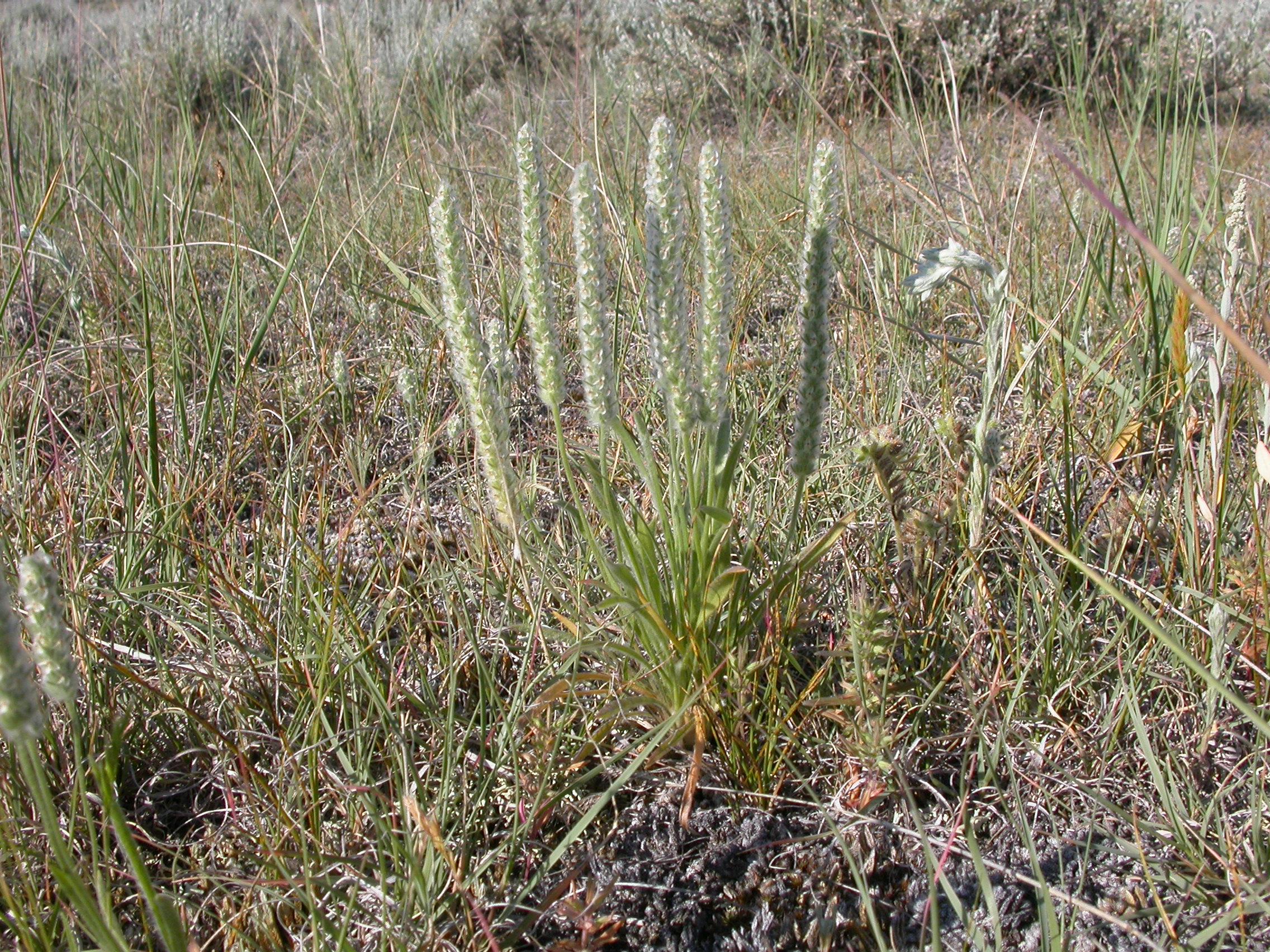
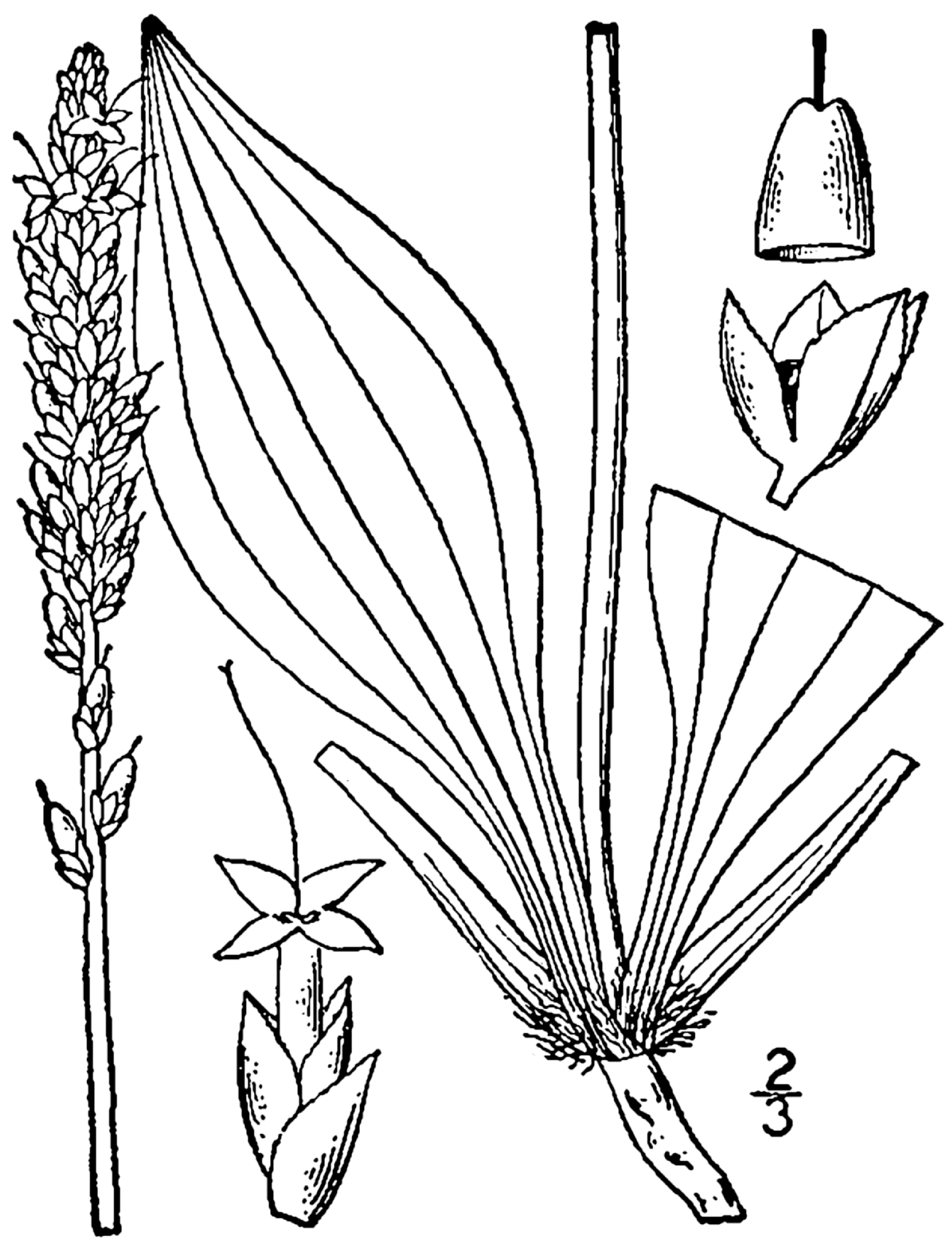